# Kanton Tomblaine
Tomblaine is een voormalig kanton van het Franse departement Meurthe-et-Moselle. Het kanton maakte deel uit van het arrondissement Nancy. Het werd opgeheven bij decreet van 26 februari 2014, met uitwerking op 22 maart 2015. 

De gemeente Fléville-devant-Nancy werd opgenomen in het kanton Jarville-la-Malgrange; Tomblaine in het kanton Saint-Max en Varengéville in het kanton Lunéville-1. De overige werden opgenomen in het kanton Le Grand Couronné.

## Gemeenten
Het kanton Tomblaine omvatte de volgende gemeenten:
- Art-sur-Meurthe
- Buissoncourt
- Cerville
- Erbéviller-sur-Amezule
- Fléville-devant-Nancy
- Gellenoncourt
- Haraucourt
- Laneuveville-devant-Nancy
- Lenoncourt
- Réméréville
- Tomblaine (hoofdplaats)
- Varangéville